# Mont Bélu
 (novembre 2023).
Si vous disposez d'ouvrages ou d'articles de référence ou si vous connaissez des sites web de qualité traitant du thème abordé ici, merci de compléter l'article en donnant les références utiles à sa vérifiabilité et en les liant à la section « Notes et références ».
Le mont Bélu (anciennement mont Mars) est une montagne de l'arrondissement de La Baie à Saguenay. Située sur la rive de la baie des Ha! Ha!, elle est un des centres de ski importants du Saguenay–Lac-Saint-Jean.

## Toponymie
Son nom a été changé en 1983 (auprès de la Commission de toponymie du Québec), officiellement afin de « rehausser l’image de la station et la moderniser » en raison de la venue des jeux du Canada. Il semble toutefois qu'une querelle impliquant les barres Mars, fabriquées par la compagnie du même nom, serait à l'origine de ce changement[réf. nécessaire].
La montagne devait à l'origine être rebaptisée mont Bleu, mais un malentendu, survenu lors d'une communication téléphonique entre le responsable de la station de ski et l'employé de la société de services en signalisation qui a réalisé les affiches installées sur le site, explique l'appellation actuelle[réf. nécessaire].